# Hasenwald
Hasenwald ist ein Ortsteil von Kohlscheid, Stadt Herzogenrath, in der Städteregion Aachen in Nordrhein-Westfalen.

## Lage
Hasenwald liegt im Süden der Stadt Herzogenrath an der Grenze zur Stadt Aachen. Direkte Nachbarorte sind Richterich im Osten,   und Berensberg im Westen. 

## Allgemeines
Hasenwald ist ein ländlich geprägter Weiler und umgeben von Wiesen. Am westlichen Rand des Weilers befindet sich das Gut Hasenwald.